# Karnickel hat angefangen
„Karnickel hat angefangen“ ist eine berlinische sprichwörtliche Redensart aus dem ersten Drittel des 19. Jahrhunderts. Das „Karnickel“ steht hier für denjenigen, der in einem Streit nicht nur der Unterlegene ist, sondern auch noch die Schuld am Streit zugeschrieben bekommt.
Abgewandelt in der Form „wer ist das Karnickel?“ kann sie auch für die Frage nach demjenigen stehen, der der Grund für einen Streit war. Die Redensart und die Frage sind ironisch gemeint, denn dem Kaninchen als gemeinhin von ruhiger und sanftmütig vorgestellter Wesensart mag man die Rolle eines Streitstifters nicht zutrauen.

## Ursprung der Redensart
Vermutlich geht die Redensart auf die letzte Zeile eines Gedichtes von Friedrich Christoph Förster (1791–1868) zurück, das er unter dem Titel „Karnikkeltod“ in dem von ihm und Willibald Alexis herausgegebenen „Berliner Conversations-Blatt für Poesie, Literatur und Kritik“ am 27. November 1827 veröffentlichte.
Im Gedicht wird geschildert, dass ein junger Maler mit seinem Hund, einem Windspiel namens Presto, über den Markt geht. Am Stand eines Gärtners sitzt unter dem Grünkohl ein Kaninchen und der Hund beginnt ihm „den Pelz zu befühlen“. „Karnikkel denkt: er will ‚backe Kuchen‛ spielen“ so heißt es in dem Gedicht weiter,
„Macht ein Männchen und in allem Spaß
Tatscht es dem Hund so auf die Nas.
Kaum aber tut Presto so was spüren,
Er gleich darauf los, ohne Parlementieren,
Treibt den(!) Karnickel zwischen die Körbe zurück
Und bricht ihm erbärmlich das Genick“.
Der Gärtner beklagt sich lautstark über den Tod des Kaninchens und ruft so die Polizei herbei, die den Maler festnimmt. In die Angelegenheit mischen sich zahlreiche Personen auf dem Markt ein:
„Ein Refrendarius tritt herfür,
Ruft: ,quadrupes pauperiem‛ heißt es hier.
Die Weiber mit Fisch und Gemüse schrein,
Alle Welt stürmt auf den Maler ein.“
Schließlich tritt ein Schusterjunge hinzu und spricht den Maler an:
„ … hier gilt kein Bangemachen.
Lieber Herr, Sie können dreist lachen,
Nur immer mit auf die Polizei gegangen,
Ich hab' es gesehen: Karnickel hat angefangen.“
Das Gedicht schließt mit den Zeilen:
„Guter Ibrahim, so ist es dir ergangen,
Es wird heißen: Karnickel hat angefangen“,
die sich, wie Förster in einer späteren und überarbeiteten Version des Gedichtes in einer Fußnote vermerkt, auf den ägyptischen General Ibrahim Pascha und die Schlacht von Navarino beziehen: „Als die Engländer unter Codington am 20. Oktober 1827 die türkisch-ägyptische Flotte unter Ibrahim Pascha in den Grund bohrten, gaben sie vor, die Türken hätten den ersten Schuss getan. Es war aber nur ein Salutschuss gewesen.“ In Berlin brachten verschiedene Zeitungen wie die Spenersche Zeitung und die Vossische Zeitung ab dem 12. November 1827 Berichte über diese Schlacht, so dass wohl davon ausgegangen werden kann, dass die Begebenheiten der Seeschlacht zum Zeitpunkt der Veröffentlichung von Försters Gedicht noch allgemein bekannt waren und diskutiert wurden.